# Arang Arang
Arang Arang is een bestuurslaag in het regentschap Muaro Jambi van de provincie Jambi, Indonesië. Arang Arang telt 2219 inwoners (volkstelling 2010).